# Hygrotus fontinalis
Hygrotus fontinalis là một loài bọ cánh cứng trong họ Bọ nước. Loài này được Leech miêu tả khoa học năm 1966.